# Крава и пиле
„Крава и пиле“ (на английски: Cow and Chicken) е номиниран за награда Еми американски анимационен сериал по идея на Дейвид Фийс, който проследява приключенията на крава на име Крава и нейният брат пиле на име Пиле, които са често измъчвани от Червения дявол без панталони.

## В България
В България сериалът започва излъчване на 26 октомври 2007 г. по Диема Фемили всеки делничен ден от 17:05 и с повторение в 06:30 и завършва на 7 януари 2008 г. Дублажът е на студио Доли. Ролите се озвучават от Даниела Горанова, Йоанна Микова, Смилен Славщенски и Цветан Ватев.
На 18 май 2010 г. започва повторно излъчване по Диема всеки делничен ден от 06:45.